# Amphetamine Reptile Records
La Amphetamine Reptile Records (nota anche col diminutivo AmRep) è una etichetta discografica fondata nel 1986 dall'allora marine Tom Hazelmyer nello stato di Washington.

## Storia della Amphetamine Reptile Records
L'etichetta fu creata da Hazelmeyer originariamente per produrre solamente i dischi del proprio gruppo, gli Halo of Flies, ma successivamente l'etichetta iniziò la produzione anche di altri gruppi tra i quali gli Helmet, i Melvins, The Cows, Helios Creed, Chokebore, Servotron, Boss Hog ed altri ancora. Hazelmyer spostò quasi subito la sede della Amphetamine Reptile Records a Minneapolis.
Una delle produzioni più note dell'etichetta è la serie di compilation Dope, Guns 'n' Fucking In The Streets, serie che raccoglie periodicamente i lavori di gruppi che già incidevano per l'etichetta stessa ed anche altri che non sono legati a quest'ultima. Uno dei gruppi che la utilizzano maggiormente sono i Melvins, per la realizzazione di 7" in edizione limitata.